# Hipotelorism
Hipotelorismul [din Greaca hypo - mai puțin, sub + tele - departe, la distanță + ism - afecțiune] reprezintă o diminuare anormală a distanței dintre două organe sau părți ale unor structuri alăturate. Termenul se referă îndeosebi la ochi sau orbite - hipotelorism ocular și hipotelorism orbital.
Hipotelorism orbital reprezintă o scăderea anormală a distanței între orbite.
Hipotelorism ocular reprezintă o scăderea anormală a distanței interpupilare (distanța între cele două pupile).
Diagnosticul de hipotelorism se face clinic. La o inspecție, se măsoară distanța interpupilară și distanța între cantusurile interne și externe. 

O distanță interorbitală scurtă poate fi o variantă morfogenetică normală la unele persoane sănătoase. Hipotelorismul apare ca un rezultat al fuziunii premature a suturii metopice (în trigonocefalie și alte craniostenoze), în sindroamele cu hipotrofie a scheleului facial median etc. 
Hipotelorismul se se întâlnește în:
- Ca o variantă familială normală
- Holoprozencefalie (arhinencefalie)
- Cebocefalie
- Etmocefalie
- Sindromul Cockayne
- Sindromul Coffin-Lowry
- Sindromul Hallermann-Streiff-François
- Sindromul Goldenhar
- Efectele fetale a fenilcetonuriei materne
- Sindromul Meckel-Gruber
- Cheiloschizis median
- Sindromul oculodentodigital (sindromul Meyer-Schwickerath și sindromul Weyers)
- Trigonocefalie (sindromul C, sindromul trigonocefalic Opitz)
- Trisomia 13 (Sindromul Patau)
- Trisomia 20
- Trisomia 21 (Sindromul Down)
- Sindromul Turner
- Microcefalie
- Sindromul Crouzon (disostoză craniofacială)
- Sindromul Kallmann